# CDA-kabinetsformatiecongres 2010
Het CDA-kabinetsformatiecongres vond plaats op 2 oktober 2010 in de Rijnhal in Arnhem. Het was de eerste keer dat het Christen-Democratisch Appèl (CDA) een congres hield over regeringsdeelname, vóór de Tweede Kamerfractie ermee had ingestemd. De datum van het congres werd vastgesteld na het bereiken van een regeerakkoord met de VVD met gedoogsteun van de PVV tijdens de kabinetsformatie van 2010. De partij hield dit congres omdat het CDA fors verloor bij de Tweede Kamerverkiezingen 2010.

## Het verloop
Circa 5000 leden hadden zich aangemeld. Leden konden een minuut lang een betoog houden voor of tegen kabinetsdeelname. Achter de bestuurstafel zaten Maxime Verhagen, Ank Bijleveld, Jan Kees de Jager en Henk Bleker.
Veel prominente CDA'ers hadden langere spreektijden, waaronder de Tweede Kamerleden Kathleen Ferrier, Ad Koppejan, Sander de Rouwe en Coşkun Çörüz, de oud-premiers Piet de Jong en Dries van Agt, (oud-)ministers Piet Hein Donner, Ernst Hirsch Ballin, Ab Klink, Camiel Eurlings en Jaap de Hoop Scheffer, oud-kamerlid Hannie van Leeuwen en oud-burgemeester van Maastricht Gerd Leers.
Ook (oud)-prominenten die ook aanwezig waren op het congres waren onder andere Willem Aantjes, Frans Andriessen, Hans van den Broek, Elco Brinkman, Bert de Vries, Wim Deetman, Hanja Maij-Weggen, Piet Bukman, Gerrit Braks, Herman Wijffels, Piet Hein Donner, Marja van Bijsterveldt, Pieter van Geel, Gerda Verburg, Liesbeth Spies en Hans Hillen.
De 95-jarige oud-premier Piet de Jong verwoordde zijn kritiek als volgt: "Dat ik dat op mijn oude dag moet meemaken, dat de hand wordt gelicht met de godsdienstvrijheid. Dat kan niet".
Uiteindelijk stemde 68% van de leden vóór regeringsdeelname en 32% tegen. De CDA-fractie vergaderde over het genomen besluit en trok daaruit haar conclusie: het CDA zal gaan regeren met de VVD en gedoogsteun van de PVV. CDA-fractievoorzitter Maxime Verhagen noemde het congres een "feest voor de democratie".

## Records
In aantal aanwezigen was het congres de grootste politieke partijbijeenkomst die na de oorlog in Nederland gehouden is. Op het tot dan toe drukstbezochte CDA-congres kwamen zestienhonderd mensen.
Gemiddeld keken 740.000 kijkers naar de rechtstreekse televisieregistratie door de NOS, met een piek van 1,4 miljoen. Dit was een kijkcijferrecord voor een overdag rechtstreeks uitgezonden politiek partijcongres.

## Nasleep
Op de dag na het congres werd gemeld dat 20 leden hun lidmaatschap hadden opgezegd en 200 mensen zich als nieuw lid van het CDA hadden aangemeld.